# Wimbledon Open 1993
Die Wimbledon Open 1993 im Badminton fanden Anfang September 1993 in London statt.

## Sieger und Platzierte
| Disziplin    | Gold                    | Silber                                 | Bronze                           |
| ------------ | ----------------------- | -------------------------------------- | -------------------------------- |
| Herreneinzel | Sun Jun                 | Peter Knowles                          | Luo Yining                       |
| Herreneinzel | Sun Jun                 | Peter Knowles                          | Steve Butler                     |
| Dameneinzel  | Ge Fei                  | Gu Jun                                 | Marina Yakusheva                 |
| Dameneinzel  | Ge Fei                  | Gu Jun                                 | Marina Andrievskaia              |
| Herrendoppel | Simon Archer Chris Hunt | Sergey Melnikov Nikolai Sujew          | Neil Cottrill John Quinn         |
| Herrendoppel | Simon Archer Chris Hunt | Sergey Melnikov Nikolai Sujew          | James Anderson Ian Pearson       |
| Damendoppel  | Ge Fei Gu Jun           | Erica van den Heuvel Nicole van Hooren | Karen Beckman Sara Sankey        |
| Damendoppel  | Ge Fei Gu Jun           | Erica van den Heuvel Nicole van Hooren | Joanne Davies Joanne Goode       |
| Mixed        | Chris Hunt Joanne Goode | Jiang Wen Tao Xiaoqiang                | Ron Michels Erica van den Heuvel |
| Mixed        | Chris Hunt Joanne Goode | Jiang Wen Tao Xiaoqiang                | Dave Wright Sara Sankey          |